# Villye
A Villye (más néven Villya, Vela-patak ukránul: В'єла, Vjela) patak Kárpátalján, a Sztára jobb oldali mellékvize. Hossza 30 km, vízgyűjtő területe 95,5 km². Esése 23 m/km. A Kéklő-hegységben (Szinyák), Antalóc közelében jön létre, két patak összefolyásából.
Ungtölgyes közelében ömlik a Sztárába.

## Települések a folyó mentén
- Antalóc (Анталовці)
- Horlyó (Худльово)
- Lehóc (Ляхівці)
- Ungcsertész (Чертеж)
- Szerednye (Середнє)
- Ungtölgyes (Дубрівка)